# Idaea maronitaria
Idaea maronitaria är en fjärilsart som beskrevs av Hans Zerny 1933. Idaea maronitaria ingår i släktet Idaea och familjen mätare. Inga underarter finns listade i Catalogue of Life.